# Andrena kaibabensis
Andrena kaibabensis är en biart som beskrevs av Ribble 1974. Andrena kaibabensis ingår i släktet sandbin, och familjen grävbin. Inga underarter finns listade i Catalogue of Life.